# Prueba de Acceso a la Educación Superior

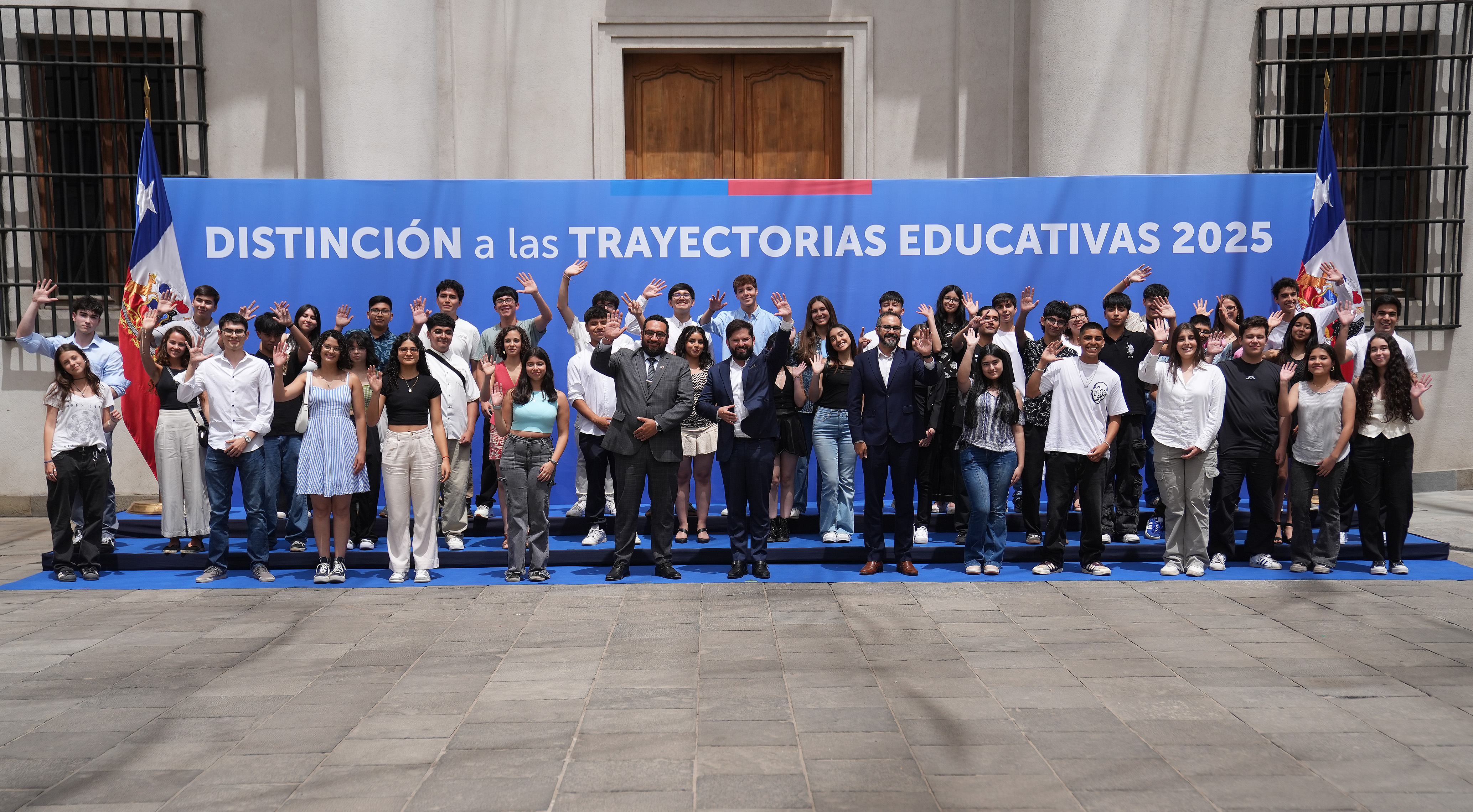
El presidente Gabriel Boric junto a estudiantes que obtuvieron puntaje máximo en la PAES 2025.

La Prueba de Acceso a la Educación Superior (PAES) es un test estandarizado implementado y aplicado en Chile desde 2022, como parte del sistema de admisión de gran parte de las universidades del país. La prueba nace como reemplazo de la Prueba de Transición Universitaria (PDT), la cual —como su nombre lo indica— sirvió como prueba transitoria a su antecesora, la Prueba de Selección Universitaria (PSU). 
La PAES es preparada y administrada por el Departamento de Evaluación, Medición y Registro Educacional (DEMRE) de la Universidad de Chile, en conjunto con la Subsecretaría de Educación Superior. 
Se compone de una batería de cinco exámenes (donde dos son obligatorios y dos electivas y una adicional, donde al menos una de las electivas debe ser elegida obligadamente), las cuales miden diferentes áreas y habilidades del saber. Con base en la cantidad de la cantidad de respuestas correctas en estos exámenes (que se colocan en una escala) y otros factores, el resultado se traduce en un puntaje que se pondera, dependiendo de la carrera universitaria interesada, y puede utilizarse para postular a la misma, en las universidades adscritas al Sistema Único de Admisión (SUA) si se cumple con los criterios exigidos por cada casa de estudios, sujeto a cupos disponibles.
Al igual que la PSU y la PDT, la PAES es mandatada por el Consejo de Rectores de las Universidades Chilenas y creada por el DEMRE como parte del SUA, las cuales utilizan las 61 universidades adscritas como parte de sus sistemas de admisión centralizada (regular). A las universidades del CRUCH (llamadas «tradicionales») se les suman ciertas universidades privadas que se han sumado al SUA. La PAES se realiza dos veces en el año, una en el mes de junio y otra a fines de noviembre o inicios de diciembre, y sus puntajes son válidos por dos años. 

## Objetivos
A raíz de la reforma educacional del segundo gobierno de Michelle Bachelet, se crea el Sistema de Acceso a la Educación Superior, una plataforma que incluye al subsistema Técnico - Profesional (46 instituciones actualmente, que incluye centros de formación técnica e institutos profesionales) y al subsistema Universitario (el cual incluye a todas las universidades del SUA, y que fue sumando a más universidades privadas).
La admisión al subsistema universitario, sigue teniendo las mismas etapas de inscripción, aplicación de las pruebas, postulación, rendición, selección y matrícula. Este examen es utilizado de como parte del proceso de admisión a las universidades chilenas, cuyos resultados se ponderan con las Notas de Enseñanza Media (NEM) y el Ranking de Notas; en particular, es utilizado por el Sistema Único de Admisión (SUA), creado en 2013 y también conocido como "admisión regular".
La nueva prueba se presentó oficialmente el 18 de enero de 2022.
Al igual que la PSU, los estudiantes suelen prepararse para rendir esta prueba. Por lo cual usualmente es necesaria una preparación anual para adquirirlos, reforzando lo ya aprendido durante la educación media y practicando ejercicios mecánicos para lograr un buen puntaje.
Las universidades adscritas al SUA, son las siguientes
- Las 30 que integran el Consejo de Rectores (CRUCH), que incluye a dieciocho universidades públicas (Consorcio de Universidades del Estado de Chile), nueve privadas tradicionales o no estatales (Red Universitaria G9) y tres privadas no tradicionales.

- - Universidad de Chile
  - Pontificia Universidad Católica de Chile
  - Universidad de Concepción
  - Pontificia Universidad Católica de Valparaíso
  - Universidad Técnica Federico Santa María
  - Universidad de Santiago de Chile
  - Universidad Austral de Chile
  - Universidad Católica del Norte
  - Universidad de Valparaíso
  - Universidad de Antofagasta
  - Universidad de La Serena
  - Universidad de La Frontera
  - Universidad de Magallanes
  - Universidad de Talca
  - Universidad de Atacama
  - Universidad Arturo Prat
  - Universidad Metropolitana de Ciencias de la Educación
  - Universidad de Playa Ancha
  - Universidad del Bío-Bío
  - Universidad de Los Lagos
  - Universidad Tecnológica Metropolitana
  - Universidad Católica del Maule
  - Universidad Católica de la Santísima Concepción
  - Universidad Católica de Temuco
  - Universidad de O'Higgins
  - Universidad de Aysén
  - Universidad Diego Portales
  - Universidad Alberto Hurtado
  - Universidad de los Andes
  - Universidad Diego Portales
  - Universidad Alberto Hurtado
  - Universidad de Los Andes

- A las que se suman, dieciséis universidades privadas "no tradicionales":

- - Universidad Mayor
  - Universidad Finis Terrae
  - Universidad Andrés Bello
  - Universidad Adolfo Ibáñez
  - Universidad del Desarrollo
  - Universidad Católica Silva Henríquez
  - Universidad Central
  - Universidad Autónoma
  - Universidad San Sebastián
  - Universidad Bernardo O'Higgins
  - Universidad Academia de Humanismo Cristiano
  - Universidad Gabriela Mistral
  - Universidad Santo Tomás
  - Universidad de Las Américas
  - Universidad Miguel de Cervantes
  - Universidad Adventista de Chile (a partir del proceso 2024)

Otras universidades privadas tienen la posibilidad de utilizar otros métodos de selección, como sólo exigir la rendición, pruebas especiales u otorgar menor ponderación a la PAES, sin embargo, esta prueba es ampliamente utilizada por estas universidades para seleccionar a los estudiantes.[cita requerida]
Para rendir la PAES basta con ser estudiante de cuarto año medio o egresado de educación media, inscribirse en el sitio web del DEMRE dentro de los plazos establecidos para ello, seleccionar una sede (comuna) para rendir las pruebas, pagar el valor de la inscripción (si procede) e imprimir la tarjeta de identificación que certifica la inscripción. Los valores de la PAES varían año tras año, y es gratuito para estudiantes de enseñanza media de establecimientos municipales y particulares subvencionados. (solamente el año que egresan)
Los días anteriores hay que revisar en que dirección realizará el postulante las pruebas, y el día de estas dirigirte al local de rendición asignado con la tarjeta de identificación, la cédula de identidad, un lápiz y una goma.
Aproximadamente un mes después se publican los resultados y posteriormente empieza el proceso de postulación, donde los estudiantes eligen sus carreras de preferencia en orden estricto (se selecciona la primera preferencia en la que quede y las posteriores se descartan). El proceso de admisión centralizada (antes llamado admisión regular) sigue seleccionando a los postulantes en orden descendiente de puntaje ponderado (calculado a partir del NEM, Ranking y puntaje en cada prueba) en la lista de postulación (y posterior lista de espera). Mientras que el proceso de admisión directa (antes llamado admisión especial) sigue siendo planteado por la universidad en concreto, con sus propias exigencias y plazos, además de ser el mecanismo menos masivo de admisión.

## Estructura
La prueba en sí se compone de cinco pruebas, que se rinden en tres días:
- Prueba de Competencia Lectora: evalúa la capacidad de comprensión lectora y análisis crítico de textos.
- Prueba de Competencia Matemática 1 (M1): Mide habilidades matemáticas básicas necesarias para diversas carreras universitarias.
- Prueba de Competencia Matemática 2 (M2): esta prueba es opcional y está destinada a estudiantes que buscan ingresar a carreras que requieren un nivel más avanzado de matemáticas. Es necesario inscribir la prueba M1 para poder realizar esta prueba, su inscripción es gratuita, aunque no es obligatorio rendirla.[4]
- Prueba de Historia, Geografía y Ciencias Sociales
- Prueba de Ciencias: la prueba de Ciencias se divide en los módulos comunes de Biología, Física y Química. El estudiante debe elegir una mención para rendir, que igualmente se divide en Biología, Física y Química. Esta prueba contiene las preguntas comunes de cada área más las preguntas específicas de la mención. Además existe la prueba de ciencias Técnico Profesional exclusiva para estudiantes que salen de este tipo de establecimientos.

La elección de cual o cuales pruebas optativas se desea rendir depende de la carrera a la cual se quiere postular, ya que algunas de estas requieren ciertas pruebas optativas, mientras que para otras no es requerido, con la puntuación más alta en los dos años en los que los puntajes son válidos siendo la considerada si se han realizado ambas.
La dinámica estricta no cambia, es una prueba de alternativas múltiples. Las respuestas se anotan en un cuadernillo especial, coloreando con un lápiz grafito determinado ciertos círculos correspondientes a cada una de las alternativas (A, B, C, D o E), el cual es posteriormente leído por un sensor foto-óptico.
Para la determinación de la puntuación final de la PAES se convierten los puntos a una escala arbitraria, pero que sigue una distribución normal. Las puntuaciones finales tienen un valor entre 100 a 1000 puntos. Aquellos alumnos que alcancen los 1000 puntos se le llaman «puntajes nacionales».
Cada universidad adscrita al sistema único de admisión del Cruch establece ponderaciones diferentes para cada prueba y para la puntuación de concentración de notas de la enseñanza media, según el programa de pregrado ofrecido por la institución. Las puntuaciones finales de ingreso de los postulantes se ordenan de mayor a menor, siendo la puntuación de corte la última en llenar las vacantes disponibles para ese programa de pregrado en ese proceso de admisión. Este sirve como referencia para el siguiente proceso de admisión.

## Diferencias con la PSU
Algunas de estas diferencias ya se veían con la Prueba de Transición Universitaria.
- Se ha explicado que la PAES busca evaluar competencias además de las habilidades para resolver problemas.[2]
- La PAES tiene menos preguntas que la PSU.
- La prueba de matemática se divide en dos: Matemática 1 (M1) y Matemática 2 (M2). La M1 evaluará conocimientos generales y transversales necesarios para todas las carreras, mientras que M2 evaluará contenidos más específicos para carreras científicas, como la geología, las ingenierías, etc.[2]
- La escala varía, pasando de ser de 150-850 a una escala de 100-1000 puntos. Esta nueva escala también aplica para el cálculo del NEM y el ranking de notas.[2]
- Se agrega una posible segunda rendición, para estudiantes egresado a rendirse durante el mes de junio, llamada PAES de Invierno.
- A diferencia de la PSU, en donde uno inscribía en cada proceso todas las pruebas obligatorias y una optativa en cada proceso, en la PAES uno puede inscribir las pruebas que desee (si ya rindió las otras pruebas anteriormente y solo interesa rendir una, para aumentar el puntaje, por ejemplo), y además pagando menos por ello.[4]

## Estadísticas
| Proceso de admisión | Fechas                                                                    | Alumnos                           | Alumnos                           | Alumnos  | Ref.                                                                   |
| Proceso de admisión | Fechas                                                                    | Inscritos                         | Rinden                            | Postulan | Ref.                                                                   |
| ------------------- | ------------------------------------------------------------------------- | --------------------------------- | --------------------------------- | -------- | ---------------------------------------------------------------------- |
| 2023                | 28-30 de noviembre de 2022                                                |                                   |                                   |          |                                                                        |
| 2024                | Invierno: 19-20 y 22 de junio de 2023 Regular: 27-29 de noviembre de 2023 |                                   |                                   |          |                                                                        |
| 2025                | Invierno: 17-19 de junio de 2024 Regular: 2-4 de diciembre de 2024        | Invierno: 32.071 Regular: 287.599 | Invierno: 29.361 Regular: 251.877 |          | https://educacionsuperior.mineduc.cl/2025/07/18/paes-de-invierno-2025/ |